# Begy
A begy (latinul: ingluvies) nyelőcsőtágulat, amely jellemzően a gyűrűsférgekben, a puhatestűekben, a rovarokban és madarakban fejlődött ki. Feladata a felvett táplálék raktározása, esetleges előzetes puhítása, majd a gyomorba juttatása.

## A begy felépítése és működése
Ha nehezen emészthető vagy nagyobb mennyiségű táplálékról van szó, az a kitágult begyben raktározódik. A begy váladékának enzimaktivitása vitatott. Vegyhatása enyhén savanyú. Ehhez hozzájárul a mirigyes gyomorból esetleg felgurgulázódó gyomornedv. A begyben megindul a táplálék keményítőtartalmának bontása. A begy éhségkontrakciót és tovavivő összehúzódásokat mutat. Falszerkezete többnyire azonos a nyelőcsövével.

### Gyűrűsférgek
A gyűrűsférgek nyelőcső tágulata a begy, amelynek feladata a táplálék puhítása, átmeneti raktározása.

### Rovarok
A rovarok emésztési rendszerében az előbél része a begy, a szájüreg (amiben a nyálmirigyek segítségével már megkezdődik az emésztés), a garat és a nyelőcső után. A  a tárolás, puhítás helyszíne, ahonnan a táplálék a rágógyomorba kerül (melyben kitinlécekkel a táplálék további aprítása zajlik).

### Madarak

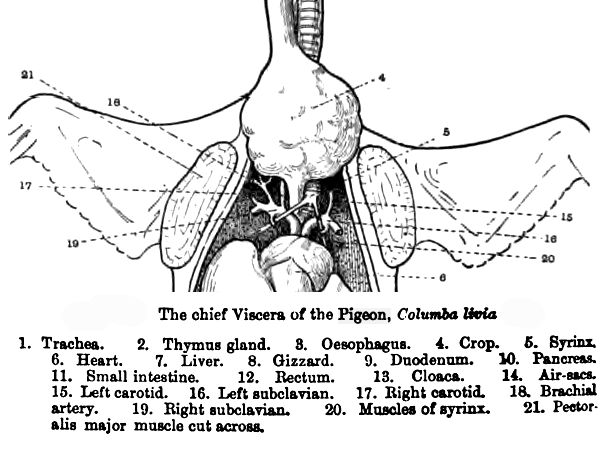
A galamb anatómiája. A 4-es számú a begy

A madarak begymérete és alakja fajspecifikus, amit az étrendjükhöz, környezetükhöz és viselkedésükhöz való evolúciós alkalmazkodása határoz meg. Három típusa van: a valódi (ez páros lebenyű, mint többek között a galamboknál), a csökevényes (ami orsószerű, például kormoránoknál), és az álbegy (páratlan zsákszerű kitüremkedés, ami nappali ragadozóknál és kacsaféléknél is megfigyelhető). A mindenevő és a növényevő madarakat – beleértve a magevőket is – nagyobb begy jellemzi, mint a húsevő ragadozókat. Ez különösen szembetűnő a búbostyúkoknál, amelyeknek megnagyobbodott nyelőcsöve az emésztőrendszerük legnagyobb részét teszi ki. Számos madárfajnál (pl. galambok, papagájok, pintyek) fontos szerepet játszik a fiókák nevelésében a begy.
A valódi begy a nyelőcső kétoldali terjedelmes tágulata. Galambfélékben – hatalmas – háromrészes, tyúkfélékben pedig kétrészes fordul elő. Az álbegy egyoldali, kevésbé kiterjedt szerv, amely a nyelőcső elülső falából származik, annak egyfajta tágulata például a kacsában, a lúdban, a halevő és a ragadozó madarakban. 

#### A begytej
A galambfélék és flamingófélék begyének további sajátossága az, hogy mindkét galambszülőben a begy faláról zsírosan elfajult hámsejtek válnak le, amelyek a begy váladékával és a begyben előemésztett, tápanyagokban dús anyagokkal elkeveredve morzsalékos masszává válnak, amely a begytartalommal együtt speciális táplálékot, ún. begytejet képeznek. A tojásból való kikelést követő első héten a fiókák kizárólagos táplálékát képezi. Elválasztása hormonális (prolaktin) kontroll alatt áll.
A begytej összetétele fajspecifikus.
Ezt az anyagot császárpingvinek is termelik, azonban az anatómiailag elkülönített begy hiánya miatt a nyelőcsövön keresztül termelődik.

#### A begy betegségei
A begy betegségei közül a begyhurut és a begyeltömődés fordul elő gyakrabban. A duzzadásra hajlamos eleségfélék, csomósodó növényi részek, esetleg nagy mennyiségű idegen anyag a begy kitágulásával járó begyeltömődést okozhatják. A begybe idegen anyagok többnyire anyagforgalmi zavarok esetén vagy akkor kerülnek, ha a baromfi nem jut a zúzógyomor működéséhez elengedhetetlenül szükséges kavicshoz. A hosszabb ideje pangó begytartalom bomlástermékei begyhurutot váltanak ki. A gázképződés miatt a begy még jobban kitágul, zsákszerűen lelóg, a beteg állatok fokozatosan leromlanak és elpusztulnak. A begybetegségek kezelése begymosással vagy begymetszéssel történik.